# Ulano

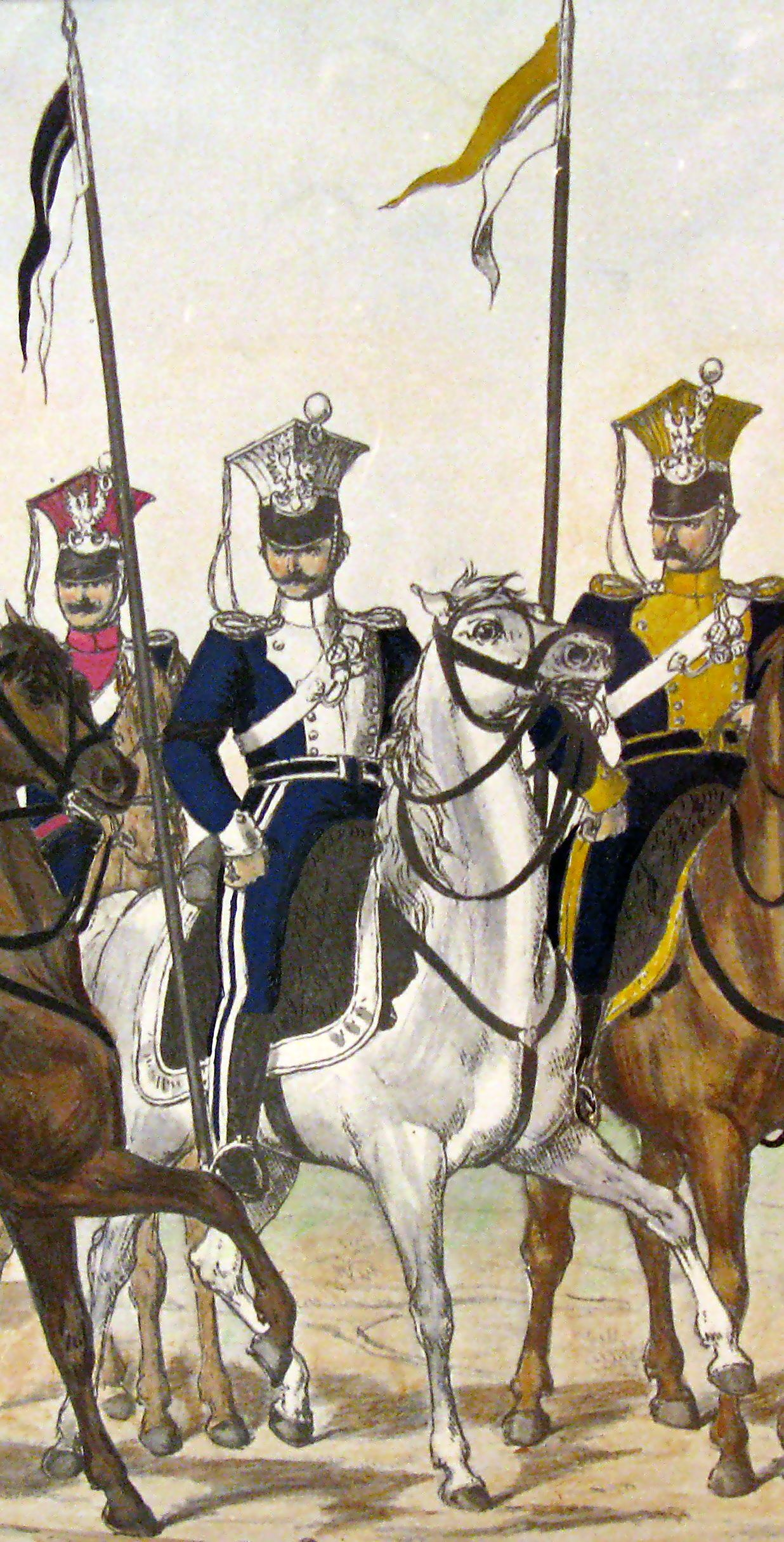
Ulanos do exército polonês

Ulano é a designação dos soldados polacos de cavalaria ligeira, armados com lança. O prestígio daquele tipo de tropas polacas, levou a que, no princípio do século XIX, grande parte dos exércitos europeus criasse unidades militares semelhantes. Na maioria dos exércitos, incluindo o Exército Português, as unidades daquele tipo tomaram a designação de lanceiros. Nos exércitos Prussiano, austríaco e russo, as unidades de lanceiro mantiveram a designação original de ulanos. Uma característica dos soldados ulanos, em vários exércitos europeus, era o uso de um chapéu com o topo quadrado chamado "Czapka".

## Origens

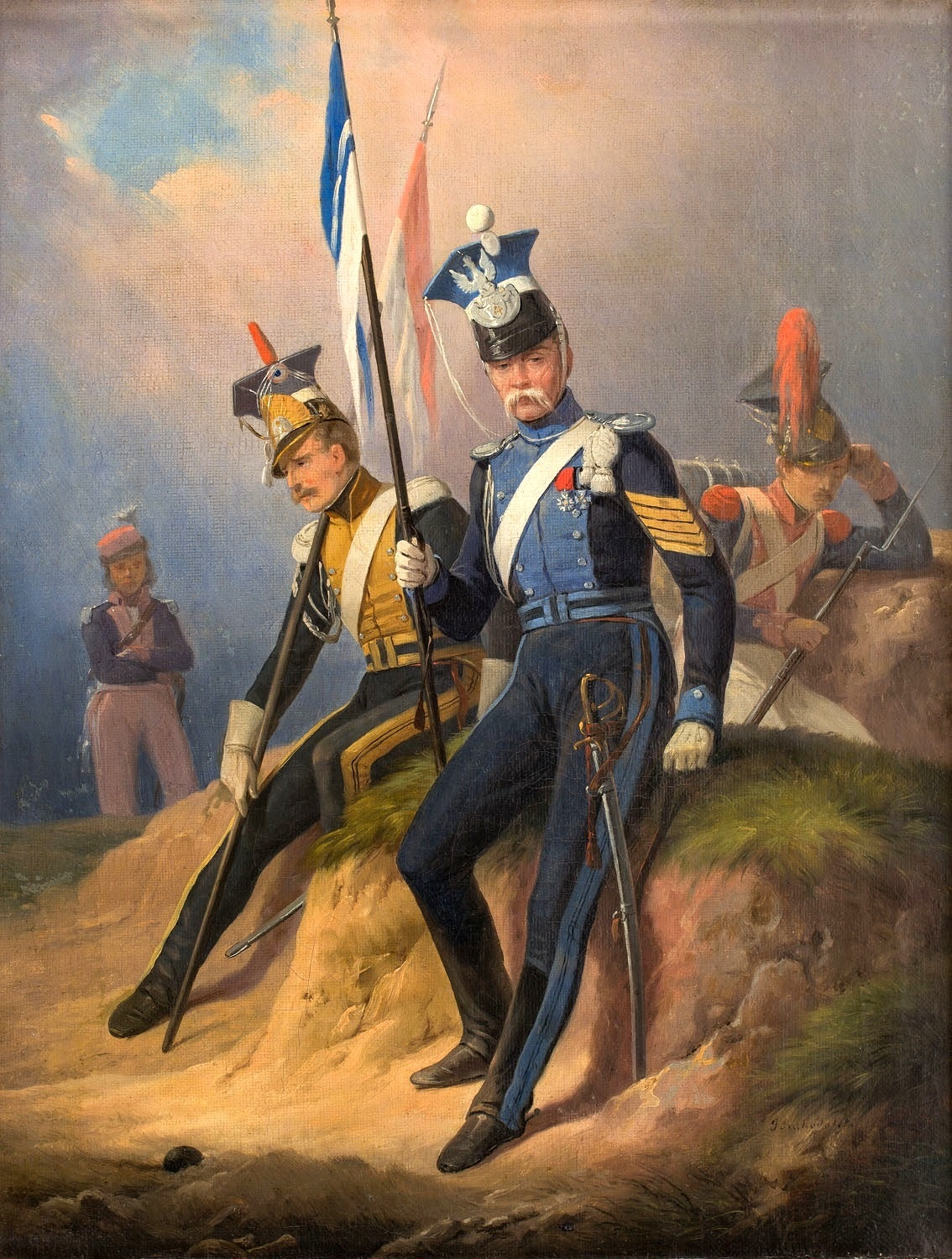
Ulanos poloneses do Exército do Ducado de Varsóvia 1807-1815 (Época das guerras napoleônicas)

No final do século XIV, as famílias da Horda Dourada Tatar (às vezes também escrito "Tartar") se estabeleceram na Lituânia e, portanto, foram obrigados a servir militarmente o Grão-Duque da Lituânia e mais tarde o rei polonês. Os poloneses começaram a incorporar muito de seu vocabulário e tradições militares, juntamente com sua estratégia e tática. Os tártaros lituanos, principalmente muçulmanos, serviram como parte dos exércitos reais durante várias batalhas do final da Idade Média. Suas tarefas eram realizar o reconhecimento antes das tropas de cavalaria mais pesadas (cavaleiros). Com o fim dos cavaleiros de armadura durante o século XVI, os tártaros lituanos foram organizados em tropas leves (tártaras) – armadas com uma lança leve, arco, sabre e, ocasionalmente, um machado de batalha ou martelo de guerra, servindo como auxiliares – enquanto os hussardos, que também faziam parte da cavalaria leve, foram convertidos em companhias pesadas de hussardos alados. auxiliares tártaros, servindo dentro de suas próprias companhias tártaras, duraram até a década de 1770, quando grandes reformas de cavalaria foram realizadas dentro do exército polaco-lituano e foram incluídas nos regimentos de cavalaria reformados. O último rei polonês, Estanislau II Augusto da Polônia, tinha um regimento de guarda ulano, conhecido simplesmente como Reais Ulanos, que foi dissolvido entre 1794 e 1795.

## Século XIX

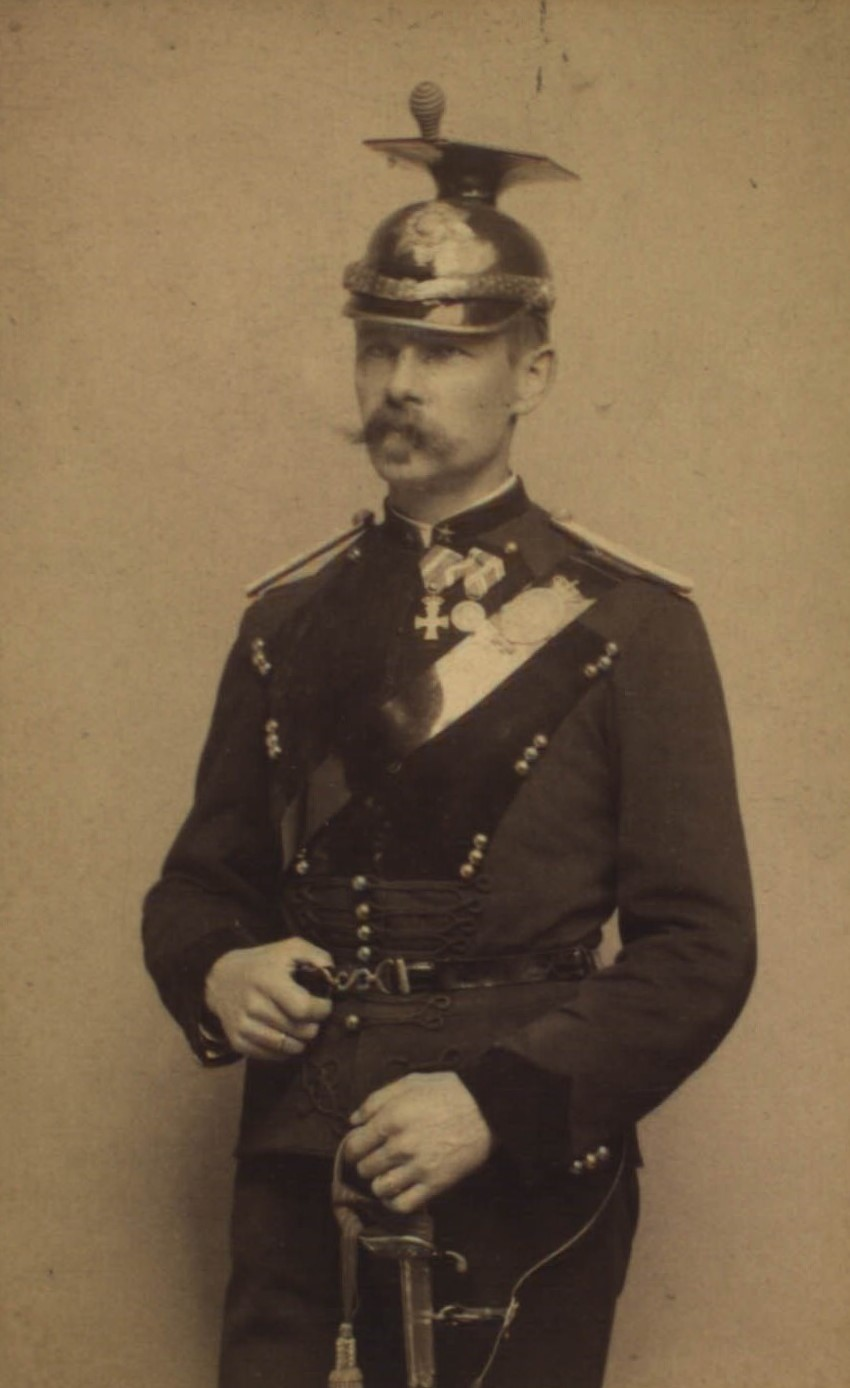
Soldado ulano, do exército dinamarquês, usando um capacete czapka tipo pickelhaube. 1900.

Durante as Guerras Napoleônicas, o Ducado de Varsóvia formou regimentos de ulanos. Lanceiros poloneses servindo com o exército francês incluíam a Legião do Vístula e o 1º Regimento de Cavalaria Ligeira Polonês da Guarda Imperial. Os lanceiros da Guarda Imperial estavam armados com lanças, sabres e pistolas. Os lanceiros do corpo expedicionário polonês, que lutaram ao lado dos franceses na Espanha e na Alemanha, espalharam a popularidade do modelo polonês de cavalaria leve. Após a Batalha de Somosierra, Napoleão disse que um cavaleiro polonês valia 10 soldados franceses. Os chevaux-légers, unidades de cavalaria ligeira francesa do século XVI até 1815, foram remodelados após os ulanos. Após o Tratado de Tilsit em 1807, regimentos de lanceiros designados como ulanos foram reintroduzidos no serviço prussiano. Inicialmente, eram apenas três. Após a Guerra da Sexta Coalizão, regimentos de ulanos foram formados em Lützow, Schil, Bremen e Hellwig.
Durante e após as Guerras Napoleônicas, regimentos de cavalaria armados com lanças foram formados em muitos estados da Europa, incluindo os exércitos da Itália, Espanha, Portugal, Suécia e Rússia. Enquanto a cavalaria que carregava esta arma era geralmente designada especificamente como lanceiros ou ulanos, em alguns casos, os soldados da linha de frente dos regimentos de hussardos ou dragões também estavam armados com lanças. Em 1816, o exército britânico estabeleceu seus próprios regimentos de lanceiros, convertendo quatro regimentos de dragões leves para ulanos e praticamente adotando todo o uniforme dos famosos lanceiros poloneses de Napoleão, incluindo o czapska.
As tradições dos ulanos poloneses foram preservadas durante o Grão-Ducado de Varsóvia. Eles lutaram tanto na revolta de novembro de 1830 quanto na revolta de janeiro de 1863. Os ulanos foram mobilizados na Guerra Franco-Prussiana pelo Exército Prussiano em uma variedade de papéis tradicionais de cavalaria leve. Durante o cerco de Paris, os ulanos foram encarregados de seguir os balões de passageiros lançados da cidade; sua capacidade de movimento rápido fez dos ulanos as únicas tropas capazes de acompanhar os balões, seja para capturá-los no pouso ou pelo menos relatar a trajetória e o destino.

## Primeira Guerra Mundial
No início da Primeira Guerra Mundial, muitos exércitos europeus tinham regimentos de cavalaria armados com lanças. A Bélgica tinha 5 regimentos de lanceiros. A Itália possuía 10 regimentos de lanceiros. A Grã-Bretanha tinha 6 regimentos de lanceiros,  com um adicional de 15 no exército do Raj britânico.